# Campeonato de Primera C 1991-92 (Argentina)
El Campeonato de Primera C 1991-92 fue la quincuagésima octava edición del certamen y la sexta de esta división como cuarta categoría del fútbol argentino. Fue disputado entre el 13 de julio de 1991 y el 24 de mayo de 1992 por 17 equipos.
Se incorporaron para esta temporada Victoriano Arenas y Brown de Adrogué, campeón y segundo ascendido de la Primera D, respectivamente, así como Berazategui, descendido de la Primera B Metropolitana. El torneo estuvo conformado por 17 equipos, que jugaron un torneo largo de 34 fechas.
El campeón fue Defensores de Belgrano, que de esta manera obtuvo el primer ascenso, mientras que el segundo fue para Dock Sud, ganador del Torneo reducido.
Asimismo, el torneo no determinó el descenso de ningún equipo a la Primera D ya que los mismos fueron anulados para que la cantidad de equipos en la categoría no sea menor 18.

## Ascensos y descensos
| Promedio | Descendidos de la Primera C 1990-91 |
| -------- | ----------------------------------- |
| 18.°     | Liniers                             |
| 19.°     | Defensores Unidos                   |

| Posición  | Ascendidos de la Primera D 1990-91 |
| --------- | ---------------------------------- |
| 1.º       | Victoriano Arenas                  |
| Gan. red. | Brown de Adrogué                   |

| Posición     | Ascendidos a la Primera B 1991-92 |
| ------------ | --------------------------------- |
| 1.º          | Defensores de Cambaceres          |
| Gan. red.    | Sarmiento de Junín                |
| Torneo perm. | Luján                             |

| Promedio | Descendidos de la Primera B 1990-91 |
| -------- | ----------------------------------- |
| 15.º     | Berazategui                         |

- De esta manera, el número de equipos participantes se redujo a 17.

## Equipos participantes
| Equipo                 | Ciudad            | Estadio                  | Capacidad |
| ---------------------- | ----------------- | ------------------------ | --------- |
| Argentino              | Merlo             | Argentino de Merlo       | 11.000    |
| Argentino de Quilmes   | Quilmes           | Argentino de Quilmes     | 7000      |
| Berazategui            | Berazategui       | Norman Lee               | 5500      |
| Brown                  | Adrogué           | Lorenzo Arandilla        | 4500      |
| Claypole               | Claypole          | Rodolfo Vicente Capocasa | 1000      |
| Colegiales             | Munro             | Libertarios Unidos       | 6000      |
| Comunicaciones         | Buenos Aires      | Alfredo Ramos            | 3500      |
| Defensores de Belgrano | Buenos Aires      | Juan Pasquale            | 9000      |
| Dock Sud               | Dock Sud          | De Los Inmigrantes       | 9500      |
| Excursionistas         | Buenos Aires      | Excursionistas           | 7200      |
| Flandria               | Jáuregui          | Carlos V                 | 5000      |
| Leandro N. Alem        | General Rodríguez | Leandro N. Alem          | 4000      |
| Lugano                 | Tapiales          | José María Moraños       | 1500      |
| Midland                | Libertad          | Ciudad de Libertad       | 4000      |
| San Telmo              | Dock Sud          | Dr. Osvaldo Baletto      | 10 500    |
| Tristán Suárez         | Ezeiza            | 20 de Octubre            | 15 000    |
| Victoriano Arenas      | Valentín Alsina   | Saturnino Moure          | 1500      |

|  |

### Distribución geográfica de los equipos
| Región                                   | Cant. | Equipos |
| ---------------------------------------- | ----- | --- |
| Conurbano bonaerense                     | 12    | Argentino (M), Argentino de Quilmes, Berazategui, Brown (A), Claypole, Colegiales, Dock Sud, Lugano, Midland, San Telmo, Tristán Suárez y Victoriano Arenas |
| Ciudad de Buenos Aires                   | 3     | Comunicaciones, Defensores de Belgrano y Excursionistas |
| Interior de la provincia de Buenos Aires | 2     | Flandria y Leandro N. Alem |

## Formato

### Competición
Se disputó un torneo de 34 fechas por el sistema de todos contra todos ida y vuelta, quedando un equipo libre por fecha. Cada equipo quedó libre dos veces.

### Ascensos
El equipo que finalizó en la primera posición se consagró campeón y ascendió directamente. Los equipos ubicados entre el segundo y el noveno puesto de la tabla de posiciones final clasificaron al Torneo reducido, cuyo ganador obtuvo el segundo ascenso.

### Descensos
El promedio se calculó con los puntos obtenidos en la fase regular de los torneos de 1989-90, 1990-91 y 1991-92. Los equipos que ocuparon los dos últimos lugares de la tabla de promedios debían perder la categoría, pero los descensos a la Primera D fueron anulados.

## Tabla de posiciones
| Pos. | Equipo                 | Pts. | PJ | PG | PE | PP | GF | GC | Dif. |
| ---- | ---------------------- | ---- | -- | -- | -- | -- | -- | -- | ---- |
| 1.º  | Defensores de Belgrano | 47   | 32 | 19 | 9  | 4  | 47 | 18 | 29   |
| 2.º  | Argentino de Quilmes   | 46   | 32 | 20 | 6  | 6  | 57 | 27 | 30   |
| 3.º  | Dock Sud               | 44   | 32 | 16 | 12 | 4  | 52 | 21 | 31   |
| 4.º  | Comunicaciones         | 44   | 32 | 16 | 12 | 4  | 51 | 21 | 30   |
| 5.º  | Excursionistas         | 42   | 32 | 16 | 10 | 6  | 49 | 25 | 24   |
| 6.º  | Colegiales             | 40   | 32 | 13 | 14 | 5  | 47 | 29 | 18   |
| 7.º  | San Telmo              | 40   | 32 | 15 | 10 | 7  | 47 | 33 | 14   |
| 8.º  | Claypole               | 38   | 32 | 14 | 10 | 8  | 29 | 23 | 6    |
| 9.º  | Flandria               | 30   | 32 | 10 | 10 | 12 | 21 | 37 | −16  |
| 10.º | Argentino de Merlo     | 28   | 32 | 9  | 10 | 13 | 30 | 37 | −7   |
| 11.º | Berazategui            | 27   | 32 | 8  | 11 | 13 | 32 | 31 | 1    |
| 12.º | Brown de Adrogué       | 24   | 32 | 7  | 10 | 15 | 35 | 64 | −29  |
| 13.º | Victoriano Arenas      | 22   | 32 | 6  | 10 | 16 | 29 | 53 | −24  |
| 14.º | Lugano                 | 20   | 32 | 4  | 12 | 16 | 23 | 41 | −18  |
| 15.º | Tristán Suárez         | 19   | 32 | 5  | 9  | 18 | 22 | 48 | −26  |
| 16.º | Midland                | 17   | 32 | 3  | 11 | 18 | 23 | 56 | −33  |
| 17.º | Leandro N. Alem        | 16   | 32 | 4  | 8  | 20 | 19 | 49 | −30  |

|  | Campeón. Ascendió a la Primera B Metropolitana.                                 |
|  | Clasificados al Torneo Reducido y luego al Torneo Permanencia con la Primera B. |
|  | Clasificado al Torneo Reducido y luego ganador del mismo.                       |
|  | Clasificados al Torneo Reducido.                                                |

|  |

## Torneo Reducido

### Cuadro de desarrollo
|  | Cuartos de final     | Cuartos de final | Cuartos de final | Cuartos de final |   |          | Semifinales   | Semifinales   | Semifinales   | Semifinales   |  |           | Final                   | Final                   | Final                   | Final                   |  |
|  | 18 y 25 de abril     | 18 y 25 de abril | 18 y 25 de abril | 18 y 25 de abril |   |          | 2 y 9 de mayo | 2 y 9 de mayo | 2 y 9 de mayo | 2 y 9 de mayo |  |           | 16 de mayo y 24 de mayo | 16 de mayo y 24 de mayo | 16 de mayo y 24 de mayo | 16 de mayo y 24 de mayo |  |
|  |                      |                  |                  |                  |   |          |               |               |               |               |  |           |                         |                         |                         |                         |  |
|  |                      |                  |                  |                  |   |          |               |               |               |               |  |           |                         |                         |                         |                         |  |
|  | Flandria             | 2                | 1                | 3                |   |          |               |               |               |               |  |           |                         |                         |                         |                         |  |
|  | Flandria             | 2                | 1                | 3                |   |          |               |               |               |               |  |           |                         |                         |                         |                         |  |
|  | Argentino de Quilmes | 1                | 0                | 1                |   |          |               |               |               |               |  |           |                         |                         |                         |                         |  |
|  | Argentino de Quilmes | 1                | 0                | 1                |   | Flandria | 0             | 0             | 0             |               |  |           |                         |                         |                         |                         |  |
|  |                      |                  |                  |                  |   | Flandria | 0             | 0             | 0             |               |  |           |                         |                         |                         |                         |  |
|  |                      |                  | San Telmo        | 1                | 0 | 1        |               |               |               |               |  |           |                         |                         |                         |                         |  |
|  | Comunicaciones       | 0                | San Telmo        | 1                | 0 | 1        | 1             | 1             |               |               |  |           |                         |                         |                         |                         |  |
|  | Comunicaciones       | 0                |                  |                  |   |          |               |               |               |               |  |           |                         |                         |                         |                         |  |
|  | San Telmo            | 2                | 1                | 3                |   |          |               |               |               |               |  |           |                         |                         |                         |                         |  |
|  | San Telmo            | 2                | 1                | 3                |   |          |               |               |               |               |  | San Telmo | 0                       | 0                       | 0                       |                         |  |
|  |                      |                  |                  |                  |   |          |               |               |               |               |  | San Telmo | 0                       | 0                       | 0                       |                         |  |
|  |                      |                  | Dock Sud         | 0                | 2 | 2        |               |               |               |               |  |           |                         |                         |                         |                         |  |
|  | Dock Sud             | 4                | Dock Sud         | 0                | 2 | 2        | 2             | 6             |               |               |  |           |                         |                         |                         |                         |  |
|  | Dock Sud             | 4                |                  |                  |   |          |               |               |               |               |  |           |                         |                         |                         |                         |  |
|  | Claypole             | 0                | 2                | 2                |   |          |               |               |               |               |  |           |                         |                         |                         |                         |  |
|  | Claypole             | 0                | 2                | 2                |   | Dock Sud | 1             | 1             | 2             |               |  |           |                         |                         |                         |                         |  |
|  |                      |                  |                  |                  |   | Dock Sud | 1             | 1             | 2             |               |  |           |                         |                         |                         |                         |  |
|  |                      |                  | Colegiales       | 1                | 0 | 1        |               |               |               |               |  |           |                         |                         |                         |                         |  |
|  | Colegiales           | 0                | Colegiales       | 1                | 0 | 1        | 2             | 2             |               |               |  |           |                         |                         |                         |                         |  |
|  | Colegiales           | 0                |                  |                  |   |          |               |               |               |               |  |           |                         |                         |                         |                         |  |
|  | Excursionistas       | 1                | 0                | 1                |   |          |               |               |               |               |  |           |                         |                         |                         |                         |  |
|  | Excursionistas       | 1                | 0                | 1                |   |          |               |               |               |               |  |           |                         |                         |                         |                         |  |
|  |                      |                  |                  |                  |   |          |               |               |               |               |  |           |                         |                         |                         |                         |  |

- Nota: En cada llave, el equipo que ocupa la primera línea es el que definió la serie como local.

Dock Sud ascendió a la Primera B Metropolitana.

## Torneo permanencia Primera B-Primera C
Fue disputado entre el equipo que finalizó último en la tabla de descenso de la Primera B, Luján, y los equipos de la Primera C que habían finalizado mejor ubicados en la tabla de posiciones final además de los ascendidos, Argentino de Quilmes y Comunicaciones.
El ganador y el segundo disputaron la siguiente temporada en la Primera B mientras que el equipo restante lo hizo en la Primera C.

### Tabla de posiciones
| Pos. | Equipo               | Pts. | PJ | PG | PE | PP | GF | GC | Dif. |
| ---- | -------------------- | ---- | -- | -- | -- | -- | -- | -- | ---- |
| 1.º  | Luján                | 3    | 2  | 1  | 1  | 0  | 3  | 2  | 1    |
| 2.º  | Comunicaciones       | 2    | 2  | 1  | 0  | 1  | 1  | 1  | 0    |
| 3.º  | Argentino de Quilmes | 1    | 2  | 0  | 1  | 1  | 2  | 3  | −1   |

|  | Jugó la siguiente temporada en la Primera B.   |
|  | No logró ascender, se mantuvo en la Primera C. |

## Tabla de descenso
| Pos  | Equipo                 | Prom. | 1989-90 | 1990-91 | 1991-92 | Pts | PJ  |
| ---- | ---------------------- | ----- | ------- | ------- | ------- | --- | --- |
| 1.º  | Defensores de Belgrano | 1,352 | -       | 45      | 47      | 92  | 68  |
| 2.º  | Comunicaciones         | 1,250 | 39      | 47      | 44      | 130 | 104 |
| 3.º  | Excursionistas         | 1,240 | 41      | 46      | 42      | 129 | 104 |
| 4.º  | Argentino de Quilmes   | 1,220 | -       | 37      | 46      | 83  | 68  |
| 5.º  | Berazategui            | 1,176 | 53      | -       | 27      | 80  | 68  |
| 6.º  | San Telmo              | 1,134 | 41      | 37      | 40      | 118 | 104 |
| 7.º  | Colegiales             | 1,105 | 36      | 39      | 40      | 115 | 104 |
| 8.º  | Dock Sud               | 0,951 | 31      | 24      | 44      | 99  | 104 |
| 9.º  | Flandria               | 0,951 | 35      | 34      | 30      | 99  | 104 |
| 10.º | Claypole               | 0,913 | 19      | 38      | 38      | 95  | 104 |
| 11.º | Midland                | 0,836 | 42      | 28      | 17      | 87  | 104 |
| 12.º | Lugano                 | 0,826 | 40      | 26      | 20      | 86  | 104 |
| 13.º | Argentino de Merlo     | 0,823 | -       | 28      | 28      | 56  | 68  |
| 14.º | Tristán Suárez         | 0,807 | 39      | 26      | 19      | 84  | 104 |
| 15.º | Brown de Adrogué       | 0,750 | -       | -       | 24      | 24  | 32  |
| 16.º | Leandro N. Alem        | 0,701 | 25      | 32      | 16      | 73  | 104 |
| 17.º | Victoriano Arenas      | 0,687 | -       | -       | 22      | 22  | 32  |

|  |                                                              |
|  | Relegados al Torneo permanencia con equipos de la Primera D. |

## Torneo Permanencia Primera C-Primera D
El llamado oficialmente Torneo por la permanencia de dieciocho equipos en los campeonatos de Primera División C debía disputarse entre los dos peores promedios de la tabla de descenso de la Primera C, Leandro N. Alem y Victoriano Arenas y dos equipos de la Primera D: el subcampeón y el equipo que había ocupado el tercer puesto, Juventud Unida y Defensores Unidos, respectivamente. Una vez finalizado, los tres primeros formarían parte del próximo torneo de Primera C y el último lo haría en la Primera D. Al anularse la disputa por innecesaria, los cuatro equipos participaron en la siguiente temporada de la Primera C.